# Ratko Perić
Ratko Perić (Rovišće, 2 febbraio 1944) è un vescovo cattolico croato, dall'11 luglio 2020 vescovo emerito di Mostar-Duvno.

## Biografia
Ratko Perić nasce a Tuk, villaggio del comune di Rovišće, in Croazia. Dopo gli studi a Zagabria e Roma, viene ordinato sacerdote il 29 giugno 1969 a Prisoje.
Conseguito il dottorato presso la Pontificia Università Urbaniana nel 1971, si dedica all'insegnamento nei seminari cattolici di Sarajevo e di Zagabria e, per parecchi anni, alla Pontificia Università Gregoriana di Roma.
Dal 1980 al 1992 è rettore del Pontificio collegio croato di San Girolamo a Roma.
Il 29 maggio 1992 papa Giovanni Paolo II lo nomina vescovo coadiutore di Mostar-Duvno. Poiché la cattedrale di Mostar era stata profondamente danneggiata durante la guerra di Jugoslavia, riceve la consacrazione episcopale a Neum, il 14 settembre dello stesso anno. Il 24 luglio 1993, giorno delle dimissioni del vescovo Pavao Žanić, gli succede nella medesima sede e diventa ex officio anche amministratore apostolico della diocesi di Trebigne e Marcana.
L'11 luglio 2020 papa Francesco accoglie la sua rinuncia per raggiunti limiti d'età.
È noto per il suo scetticismo nei confronti delle presunte apparizioni mariane a Medjugorje, località che ricade nella sua giurisdizione vescovile, e si è più volte espresso contro la loro autenticità ritenendo, in base al discernimento che gli compete in qualità di ordinario del luogo, che esse non constino di natura soprannaturale. In questa valutazione Perić segue completamente la linea del predecessore Žanić, linea fatta propria anche dall'allora Conferenza episcopale jugoslava e dall'attuale Conferenza episcopale di Bosnia ed Erzegovina.

## Genealogia episcopale
La genealogia episcopale è:
- Cardinale Scipione Rebiba
- Cardinale Giulio Antonio Santori
- Cardinale Girolamo Bernerio, O.P.
- Arcivescovo Galeazzo Sanvitale
- Cardinale Ludovico Ludovisi
- Cardinale Luigi Caetani
- Cardinale Ulderico Carpegna
- Cardinale Paluzzo Paluzzi Altieri degli Albertoni
- Papa Benedetto XIII
- Papa Benedetto XIV
- Papa Clemente XIII
- Cardinale Bernardino Giraud
- Cardinale Alessandro Mattei
- Cardinale Pietro Francesco Galleffi
- Cardinale Giacomo Filippo Fransoni
- Cardinale Carlo Sacconi
- Cardinale Edward Henry Howard
- Cardinale Mariano Rampolla del Tindaro
- Cardinale Rafael Merry del Val
- Arcivescovo Anton Bauer
- Arcivescovo Josip Antun Ujčić
- Cardinale Franjo Šeper
- Cardinale Franjo Kuharić
- Vescovo Ratko Perić